# Shaanxinus anguilliformis
Shaanxinus anguilliformis är en spindelart som först beskrevs av Xia et al. 200.  Shaanxinus anguilliformis ingår i släktet Shaanxinus och familjen täckvävarspindlar. Inga underarter finns listade i Catalogue of Life.
Arten har fått sitt namn från Shaanxi-provinsen i norra Kina.